# 姫路市立坊勢小学校
姫路市立坊勢小学校（ひめじしりつ ぼうぜしょうがっこう）は、兵庫県姫路市家島町坊勢に所在する公立小学校。

## 沿革
- 1888年（明治21年）1月 - 坊勢簡易小学校として創立。
- 1905年（明治38年）4月 - 坊勢尋常小学校と改称。現在地へ移転。
- 1941年（昭和16年）4月 - 坊勢国民学校と改称。
- 1947年（昭和22年）4月1日 - 家島町立坊勢小学校として開校。
- 2006年（平成18年）3月27日 - 家島町が姫路市に編入され、姫路市立坊勢小学校と改称。

## 通学区域
家島町真浦の一部、家島町坊勢。
家島諸島のうち、坊勢島と西島が該当する。また姫路市立坊勢中学校と校区が一致する。